# Col de Saxel
Der Col de Saxel ist ein 944 Meter hoher Gebirgspass in den französischen Alpen. Er befindet sich in der Region Auvergne-Rhône-Alpes im Département Haute-Savoie und verbindet über die D20 die Gemeinde Bons-en-Chablais im Norden mit Boëge im Süden. Die Passhöhe liegt in der Gemeinde Saxel.

## Lage & Streckenführung
Der Col de Saxel führt durch den westlichen Abschnitt des Chablais. Von der Passhöhe zweigt die D50 ab, die zum Kloster Bethléem des Voirons führt.
Die Nordauffahrt von Bons-en-Chablais ist 8,2 Kilometer lang und weist eine durchschnittliche Steigung von 4,6 % auf. Die gut ausgebaute Straße führt bei gleichmäßigen Steigungsprozenten über drei Kehren auf die Passhöhe. Die Südauffahrt von Boëge ist mit 4,8 Kilometern Länge deutlich kürzer. Mit 4,2 % im Schnitt führt sie auf geradem Weg auf die Passhöhe.

## Tour de France
Die Tour de France führte im Jahr 1977 erstmals über den Col de Saxel. Der Pass wurde im Finale der 14. Etappe über die Nordauffahrt erreicht, ehe die Strecke über den Col de Cou nach Thonon-les-Bains führte. Die erste Bergwertung wurde im Jahr 1981 auf der Passhöhe abgenommen. Auf der 17. Etappe wurde erneut die Kombination aus Col de Saxel und Col de Cou befahren. Auf der Passhöhe des Col de Saxel wurde eine Bergwertung der 3. Kategorie abgenommen, die sich der Franzose Jean Chassang sicherte.
Im Rahmen der 14. Etappe der Tour de France 2023 wurde erstmals die Südauffahrt von Boëge befahren. Diese wurde ebenfalls als Anstieg der 3. Kategorie klassifiziert. Daniel Felipe Martínez führte über die Kuppe.
| Jahr | Etappe     | Bergwertung  | Erster am Gipfel       | Auffahrt |
| ---- | ---------- | ------------ | ---------------------- | -------- |
| 1981 | 17. Etappe | 3. Kategorie | Jean Chassang          | Nord     |
| 2023 | 14. Etappe | 3. Kategorie | Daniel Felipe Martínez | Süd      |